# ピルカンマー県
ピルカンマー県（ピルカンマーけん、フィンランド語: Pirkanmaa [ˈpirkɑˌmːɑː]、スウェーデン語: Birkaland）は、フィンランドの行政区。公式の英語表記ではタンペレ県 (英語: Tampere Region)と書かれるため、日本語でもこちらが使われることがある。
北に南ポフヤンマー県、西にサタクンタ県、南にカンタ＝ハメ県、南東にパイヤト＝ハメ県、東に中央スオミ県と接している。
英語名の通り、タンペレが県庁所在地になっている。面積は約14,000km2。人口は約45万人。

## 行政区

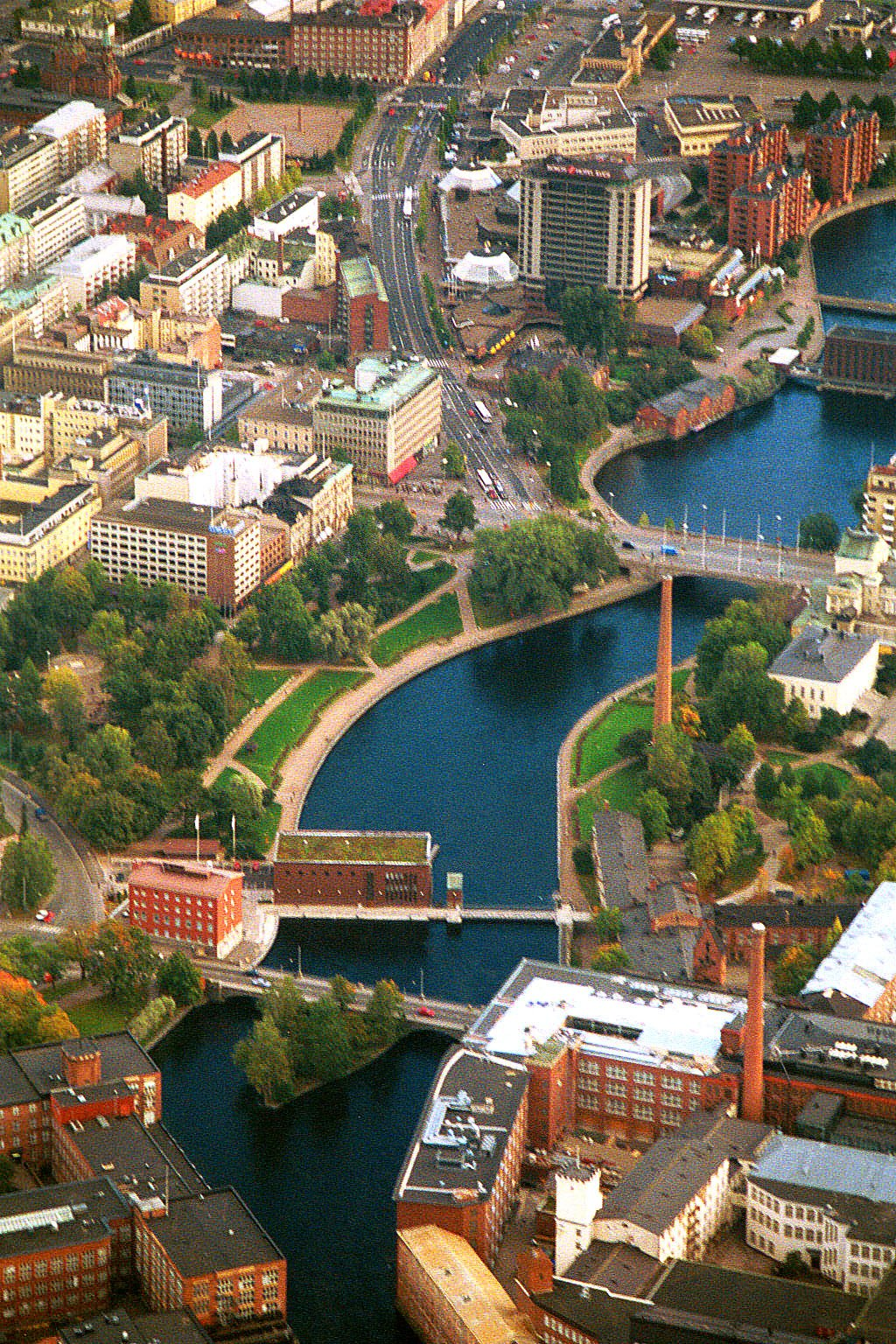
タンペレ

県下には、5つの郡があり、22の下位行政区を持っている。内11が都市の地位にある。
| 南ピルカンマー郡: - アカー (Akaa) - ウルヤラ (Urjala) - ヴァルケアコスキ (Valkeakoski) 南西ピルカンマー郡: - プンカライドゥン (Punkalaidun) - サスタマラ (Sastamala) 北西ピルカンマー郡: - イカーリネン (Ikaalinen) - キフニオ (Kihniö) - パルカノ (Parkano) | タンペレ郡: - ハメーンキュロ (Hämeenkyrö) - カンガサラ (Kangasala) - レンパーラ (Lempäälä) - ノキア (Nokia) - オリヴェシ (Orivesi) - ピルッカラ (Pirkkala) - パルカネ(Pälkäne) - タンペレ（Tampere） - ヴェシラハティ(Vesilahti) - ユロヤルヴィ(Ylöjärvi) | 上ピルカンマー郡: - ユーパヨキ(Juupajoki) - マンッタ(Mänttä) - ルオヴェシ(Ruovesi) - ヴィッラト(Virrat) |

## 政治
2011年のフィンランド総選挙の結果は以下のようになる。
- 国民連合党 22.3%
- フィンランド社会民主党 21.6%
- 真のフィンランド人 21.1%
- フィンランド中央党 10.4%
- 左翼同盟 8.3%
- 緑の同盟 8.3%
- キリスト教民主党 5.0%